# Warhammer Fantasy Roleplay
Warhammer Fantasy Roleplay è un gioco di ruolo prodotto dalla Games Workshop e ambientato nel mondo del wargame tridimensionale Warhammer Fantasy, ideato da Richard Halliwell, Rick Priestley, Graeme Davis, Jim Bambra e Phil Gallagher. Le prime due edizioni del gioco sono state tradotte e pubblicate in italia dalla Nexus Editrice. La prima edizione è stata pubblicata col nome Martelli da guerra, dalla seconda edizione in poi è stato scelto di mantenere il titolo originale anglofono Warhammer Fantasy Roleplay anche nell'edizione italiana.
È un gioco contemporaneamente fantasy e horror. La sua ambientazione, nota come Vecchio Mondo (Old World), comprende molte nazioni fra cui l'Impero (che ricorda quello tedesco di Carlo V) costantemente minacciato dalle oscure Orde del Caos che si assiepano ai suoi confini settentrionali. Il Mondo Conosciuto è alla base anche di altri giochi e di alcuni romanzi e racconti.

## Sistema di gioco
Ogni personaggio può scegliere una carriera, dal mendicante, al cacciatore di streghe, assassino, spia, uccisore di giganti, stregone, ecc... La prima edizione proponeva già nel primo manuale oltre 60 carriere base più 36 carriere avanzate); Ogni carriera gli conferisce bonus in alcune caratteristiche e l'accesso a più di 130 abilità, in maniera simile alle classi, ma sono previste maniere esplicite per terminare una carriera e iniziarne un'altra.
Il materiale di gioco nella sua prima incarnazione prevedeva, oltre al manuale, due dadi a 10 facce e un set di dadi a 4, 6, 8 e 12 facce.

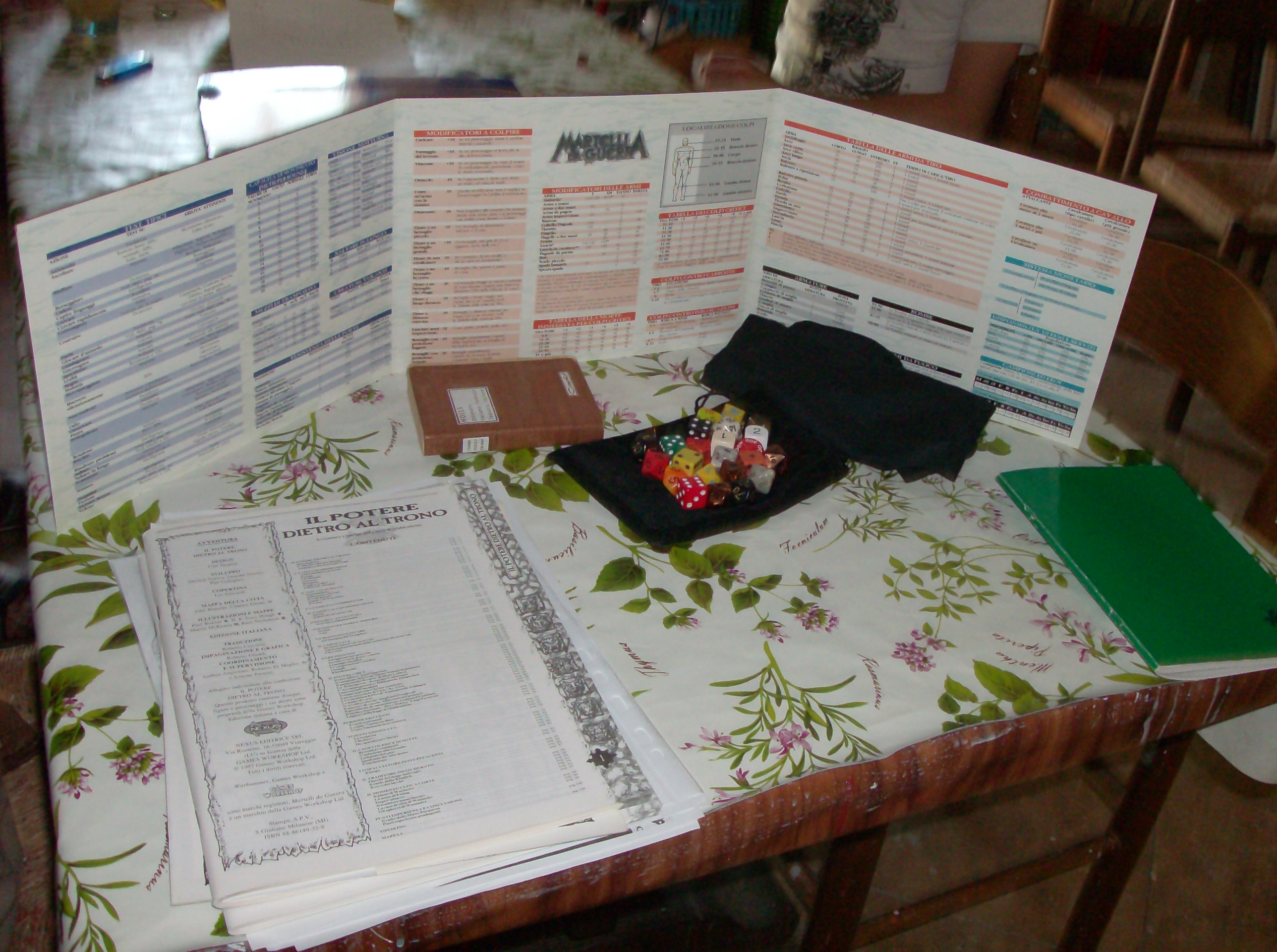
Sezione di tavolo dietro lo schermo dell'Arbitro del gioco di ruolo Martelli da Guerra

La seconda versione del gioco mantiene il sistema di abilità e carriere ma lo razionalizza, modifica profondamente il sistema di magia e riduce il numero di dadi necessari al gioco ai soli D10.
La terza edizione abbandona il tradizionale sistema basato sul d100 e adotta una nuova meccanica di risoluzione, che utilizza sette tipi di dadi: Caratteristica, Fortuna, Sfortuna, Maestria, Difficoltà, Prudenza e Avventatezza.

## Storia editoriale
Alcune semplici regole per giocare di ruolo erano già comprese nella prima edizione del wargame Warhammer Fantasy Battle (Bryan Ansell, Rick Priestley e Richard Hailliwell, 1983), ma questo ben presto si concentrò sull'aspetto wargamistico le edizioni successive del regolamento non compresero più il gioco di ruolo. La prima edizione del gioco di ruolo vero e proprio fu pubblicata nel 1986 e ottenne una buona accoglienza, sia per il sistema di combattimento brutale, sia per la ricca e dettagliata ambientazione, un Rinascimento fantasy abbastanza originale rispetto alle tipiche ambientazioni medievali del fantasy, che attingeva al materiale prodotto per il wargame. Oltre al manuale base la Games Workshop pubblicò una serie di supplementi, tra cui una serie di avventure collegate a formare la campagna The Enemy Within. Annunciò anche la pubblicazione di un manuale dedicato alla magia, Realms of Sorcery, che avrebbe dovuto rimpiazzare il sistema magico ritenuto troppo semplicistico della prima edizione, ma alla fine rifiutò la bozza scritta da Ken Rolston. La bozza comunque filtrò su Internet.
Per la fine degli anni novanta la Games Workshop si stava ormai concentrando esclusivamente sulle sue linee di wargame tridimensionali e aveva chiuso tutte le linee di giochi di ruolo ad esclusione di Warhammer Fantasy Battle, che fu ceduto in gestione alla sussidiaria Flame Publication. Nel 1991 dopo aver pubblicato solo alcuni supplementi la Flame Publication fu chiusa e la linea editoriale terminata.
La licenza per la pubblicazione di Warhammer Fantasy fu concessa nel 1994 a James Wallis, che fondò appositamente la Hogshead Publishing. La Hogshead iniziò ristampando vecchie avventure e materiale già comparso su White Dwarf, ma proseguì pubblicando anche nuove avventure e supplementi, tra cui nel 2001 il rinnovato sistema di magia di Realms of Sorcery. Nel 2002 la Hogshead Publishing chiuse le pubblicazioni e la licenza tornò alla Games Workshop.
Nel 2005 grazie a un accordo fra la Games Workshop e la Green Ronin Publishing il gioco sperimentò una seconda giovinezza grazie alla seconda edizione, sviluppata dalla Green Ronin (che si occupava anche della distribuzione nel continente americano) e pubblicata e distribuita (in Europa) dalla GW tramite la suddivisione Black Industries, "filiazione" della Black Library che si occupava di stampare e pubblicare romanzi e fumetti ispirati ai mondi di Warhammer Fantasy e Warhammer 40.000. L'accordo cessò nel gennaio 2008 quando la Games Workshop decise di chiudere le Black Industries poiché nonostante il successo della seconda edizione di Warhammer Fantasy e di Dark Heresy (il gioco di ruolo ambientato nell'universo tecno-gotico di Warhammer 40.000) queste linee erano comunque molto meno redditizie di quelle legate ai wargame tridimensionali. La decisione fu frutto di un'affrettata decisione del management finanziario della GW (totalmente distaccato dalla logica del relativo successo dei giochi) che intendeva "rassicurare" gli investitori borsistici "tranciando" una parte 'non principale' del business (concentrato sulla vendita di miniature e non di gdr) di fronte alle grosse perdite sofferte dall'azienda nei mesi precedenti. (Perdite che erano dovute interamente al colossale 'flop' delle miniature del Signore degli Anelli, per acquistare i diritti delle quali la GW si era letteralmente svenata senza riuscire a recuperare l'investimento).
In ultimo la Fantasy Flight Games comprò dalla GW le licenze di Warhammer Fantasy e Dark Heresy, continuando la pubblicazione del materiale già uscito, dando alle stampe volumi completati dalla Green Ronin ma mai realizzati dalle Black Industries e promettendo nuove uscite per il futuro.
Nell'agosto 2014 la Fantasy Fligh Games annunciò la chiusura della terza edizione

## L'ambientazione
Il mondo dentro il quale i personaggi si muovono e vivono le loro avventure è frutto di una storia lunga e travagliata, che si ritrova nell'ambientazione fantasy di Warhammer Fantasy Battle.
Inizialmente quello che diventerà noto come Mondo Conosciuto era un pianeta sterile con poche forme di vita che lo popolassero, e sarebbe rimasto così se non fosse intervenuto un evento esterno inconsueto: l'arrivo del popolo degli Antichi Slann. Questo antico popolo solcava già da tempi immemori le stelle con i propri vascelli interplanetari alla ricerca di nuovi pianeti da colonizzare; essi erano detentori di una tecnologia incredibilmente avanzata, che gli permise di raddrizzare l'asse del pianeta, favorendo così le condizioni per la vita su di esso. Inoltre, furono eretti ai poli del pianeta due enormi portali che costituivano i punti d'accesso per nuove navi spaziali. I portali si aprivano su un'altra dimensione chiamata Warp e viaggiando attraverso essa era possibile coprire in poco tempo le immense distanze siderali tra le stelle.
Subito dopo iniziarono gli esperimenti che portarono alla creazione di nuove forme di vita. A parte gli animali e la vegetazione, i primi ad essere modificati geneticamente furono i progenitori della razza elfica, seguiti dai progenitori della razza nanica.
Essi, infatti, erano presenti prima dell'arrivo degli Antichi Slann, ma erano stanziati solo vicino all'equatore del mondo e vivevano in comunità estremamente primitive. Dopo l'arrivo degli Antichi Slann ed il conseguente cambiamento delle condizioni del pianeta, iniziò una migrazione di questi popoli verso nord che li portò nelle terre dell'attuale Vecchio Mondo e permise loro di prosperare.
Quando si arrivò alla migrazione dei primi uomini si verificò la catastrofe. Per cause sconosciute il portale al polo nord collassò. Non avendo più modo di controllare l'accesso al Warp tramite di esso, gli Antichi Slann videro riversarsi sul mondo la materia dell'altra dimensione, che prese in seguito il nome di Mutapietra.
Gli effetti furono immediati: la sostanza extradimensionale alterava tutto ciò con cui veniva in contatto, creando orrori e mostruosità. Non da ultimo, le neonate razze furono contaminate. Nacquero gli Elfi oscuri, i Nani del Caos, gli uomini-bestia e i mutanti.
La situazione fu ulteriormente aggravata dal fatto che entità a lungo rimaste imprigionate nel Warp trovarono il modo di entrare nel mondo; tali entità presero la forma di demoni e quelle più potenti di divinità. Le più importanti sono quelle che diventeranno note come Dei del Caos: Tzeentch, Nurgle, Slaanesh e Khorne.
Sopraffatti, gli Antichi Slann provarono un ultimo esperimento che portò alla creazione dei Mezzuomini, i quali avevano una forte resistenza al potere della mutapietra, ma scarsa forza fisica. Gli Antichi Slann furono dunque costretti a fuggire lasciando il Mondo Conosciuto in balia delle forze del Caos. Senza controllo, crollò anche l'altro portale del polo sud, aumentando la stretta delle forze caotiche.
A questo punto iniziò la guerra tra le forze del Caos e le razze che abitavano il mondo, prima fra tutte gli Elfi. L'arrivo del Caos aveva generato, tra l'altro, la nascita della magia, e gli Elfi furono presto in grado di manipolarla. Fu proprio questo che permise di mutare le sorti della guerra. Quando tutto sembrava ormai perduto, i più potenti maghi elfici svolsero un complesso rituale al centro del proprio continente natale; si creò un vortice che risucchiò la maggior parte del potere caotico per rigettarlo nel Warp, e con esso molte delle entità demoniache. Gli eserciti del Caos furono respinti fino alle regioni polari, ma non sconfitti del tutto.
Ancora oggi, a distanza di migliaia di anni, il vortice continua a risucchiare energia, la quale esce comunque in continuazione dai portali. Ma le forze del Caos stentano ad allearsi per formare un'unica compagine, poiché le divinità caotiche provano odio anche tra di loro. Questo ha portato ad un sostanziale stato di equilibrio, con ripetute ondate d'attacco da parte del Caos che, finora, sono sempre state respinte. Ma il Caos è sempre alle porte e i popoli (e soprattutto gli avventurieri) dovranno stare all'erta contro la sua sempre incombente minaccia.
In seguito all'evento "La Fine dei Tempi", Archaon il Prescelto Eterno, il più grande condottiero del Caos, ha invaso l'Impero e, giunto a Middemheim, ha attivato un oscuro artefatto che ha risucchiato l'intero pianeta, portando di fatto l'Apocalisse e decretando la vittoria finale dei quattro dei del Caos. Tuttavia, Sigmar è riuscito a sopravvivere e, dopo aver vagato a lungo nel cosmo, ha creato un nuovo pianeta, gettando le basi della nuova ambientazione Fantasy della GamesWorkshop, la Age of Sigmar, correlata con un nuovo regolamento notevolmente semplificato. I fan della vecchia ambientazione tuttavia giocano ancora, in tempi precedenti alla Fine dei Tempi oppure assumendo semplicemente che Archaon non abbia mai vinto, e questa parte dell'hobby viene comunemente indicata col nome di Oldhammer, che oggi ha ancora un vastissimo seguito.